# 狄龙·鲍彻
狄龙·鲍彻（英語：Dillon Boucher，1975年12月27日—），新西兰男子篮球运动员。他曾代表新西兰国家队参加2006年英联邦运动会篮球比赛，获得一枚银牌。他也曾参加2004年夏季奥运会。